# カラスシジミ
カラスシジミ（鴉小灰蝶、Strymonidia w-album）は、シジミチョウ科ミドリシジミ亜科に属するチョウの一つ。

## 概要
梅雨時から初夏にかけてのみ見られるミドリシジミの仲間。翅裏は一様に茶色で縦に白線が入り、後翅肛角には朱色の斑紋と、先端が白くなった黒の尾状突起がある。卵で越冬し、翌年孵化した幼虫はハルニレ・コブニレ・オヒョウ（ニレ科）、スモモ・ウメ（バラ科）を食って育つ。
ミヤマカラスシジミとよく似るが、本種はそれより翅の丸みが弱い。またミヤマはクロウメモドキを食べ、日本国外には分布しない。
成虫の発生時期、雄は夕刻に樹上を活発に飛び回る姿が見られる。

## 分布
食樹が北寄りに分布するため本種もやや北寄りに生息するが、中国山地や四国・九州の高地にもわずかに生息している。移動性が低く発生地をほとんど離れない。花によく集まる。
国外ではユーラシア大陸北部に生息。